# Lotos
Lotos (del ruso: Лотос) es un jútor del raión de Primorsko-Ajtarsk del krai de Krasnodar en el sur de Rusia. Está situado en el conjunto de marismas y limanes que forman la desembocadura del río Kirpili, 25 km al sudeste de Primorsko-Ajtarsk y 103 km al noroeste de Krasnodar, la capital del krai. Tenía 4 habitantes en 2010.
Pertenece al municipio Novoprokóvskoye.